# 埃克斯大樓
埃克斯大樓（Marriner S. Eccles Federal Reserve Board Building）是美國聯邦儲備局的總部大樓，位於華盛頓特區憲法大道和20街的路口。這座建築由Paul Philippe Cret設計，风格为简约的古典主义。竣工於1937年，並由時任美國總統富蘭克林·D·羅斯福在1937年10月20日揭幕啟用。建築得名於富蘭克林·羅斯福時期的美聯儲主席馬里納·斯托達德·埃克爾斯。在此之前，該建築名為美聯儲大樓。

## 外部連結
- Federal Reserve（页面存档备份，存于）
- 1937 newsreel announcement of FED’s new headquarters（页面存档备份，存于） (New York FED)